# Конвой № 1172
Конвой № 1172 — невеликий японський конвой часів Другої світової війни, проведення кого відбувалось у липні 1943 року.
Конвой сформували на атолі Трук (нині Чуук) у східній частині Каролінських островів (ще до війни тут створили потужну базу ВМФ), а місцем призначення був Рабаул — головна передова база на острові Нова Британія, з якої японці провадили операції на Соломонових островах та сході Нової Гвінеї.
До складу конвою № 1172 увійшли транспорти «Кейшо-Мару» та «Хакусан-Мару», а ескорт забезпечував торпедний човен «Хійодорі».
17 липня 1943 року судна вийшли з Труку та попрямували на південь. Хоча в цей період комунікації архіпелагу Бісмарка ще не стали цілями для авіації, проте на них традиційно активно діяли підводні човни США. Утім, проходження конвою № 1172 відбулося без інцидентів і 21 липня він прибув до Рабаула.